# Henna-Riikka Honkanen
Henna-Riikka Honkanen (18 giugno 1994) è una calciatrice finlandese, attaccante dell'Umeå IK.

## Carriera

### Club
Honkanen si avvicina al calcio già da giovanissima, iniziando a giocare nel Klubi-36, squadra di Iisalmi, appena a nord di Kuopio, dall'età di 7 anni. Dopo aver giocato a livello giovanile, nel 2010 fa ritorno nella natia Kuopio, unendosi al KMF e dove, inserita in rosa con la prima squadra, fa il suo esordio in Naisten Liiga, primo livello del campionato finlandese, a soli 15 anni. Dopo un'altra stagione al Kuopion Mimmifutis, tra il 2012 e il 2014 indossa la maglia del Pallokissat, subendo un grave infortunio nella sua ultima stagione di appartenenza che la costringe a un'operazione al ginocchio e per un lungo periodo la tiene lontana dal terreno di gioco.
Nel 2016, dopo essersi trasferita al JyPK riprende l'attività agonistica, disputando la Naisten Ykkönen, il livello cadetto del campionato nazionale, contribuendo a ottenere la promozione in Naisten Liiga a fine stagione. Nei tre campionati che seguirono Honkanen e compagne riuscirono sempre a ottenere la salvezza, con quello 2019 che vede l'attaccante finlandese ottenere il secondo posto nella classifica delle marcatrici del torneo.
A campionato concluso Honkanen coglie l'occasione per giocare il suo primo campionato all'estero, sottoscrivendo un contratto con il Pink Sport Time per disputare la seconda parte della stagione 2019-2020 nel campionato italiano. Con la squadra barese esordisce in Serie A il 23 novembre, alla 7ª giornata di campionato, nella vittoria esterna per 3-1 sull'Orobica, andando a rete un paio di mesi più tardi, siglando la rete che riporta in parità l'incontro con il Verona alla 14ª giornata. L'esperienza italiana si conclude con la sospensione delle attività sportive a causa delle restrizioni dovute alla pandemia di COVID-19, con la classifica finale che premia la Pink con la salvezza.
Dopo il suo ritorno in patria, libera da vincoli contrattuali disputa dall'agosto di quell'anno la seconda parte di campionato indossando nuovamente la maglia dello JyPK e grazie al suo apporto in fase realizzativa, per lei 8 reti su 11 incontri, riesce a evitare alla sua squadra la retrocessione in Naiste Ykkönen.
Per la stagione 2021 decide nuovamente di tornare all'estero, firmando con le svedesi dell'Umeå IK nella loro stagione di ritorno in Elitettan. Trascina la sua nuova squadra con 20 reti su 23 incontri di campionato, migliore realizzatrice del torneo, riuscendo a far tornare l'Umeå IK in Damallsvenskan dopo un solo anno di cadetteria.

### Nazionale
Honkanen inizia a essere convocata dalla Federazione calcistica della Finlandia (SPL/FBF) per vestire la maglia della formazione Under-17 in occasione delle qualificazioni all'edizione 2011 dell'Europeo di categoria. Il tecnico Jarmo Matikainen la impiega nei soli tre incontri della prima fase, facendo il suo esordio il 25 settembre 2010 nell'incontro vinto 8-0 sulle pari età del Kazakistan e dove è autrice di una tripletta.

## Palmarès

### Club
- Campionato svedese di seconda divisione: 1

Umeå IK: 2021

### Individuale
- Capocannoniere dell'Elitettan

2021 (20 reti)